# Ryparosa javanica
Ryparosa javanica är en tvåhjärtbladig växtart som först beskrevs av Carl Ludwig von Blume, och fick sitt nu gällande namn av Sijfert Hendrik Koorders och Valeton. Ryparosa javanica ingår i släktet Ryparosa och familjen Achariaceae. Inga underarter finns listade i Catalogue of Life.